# Griselda Gambaro
Pour les articles homonymes, voir Gambaro.
Griselda Gambaro, née le 24 juillet 1928 dans le quartier de Barracas à Buenos Aires, est une femme de lettres argentine.

## Biographie
Elle est issue d’une famille modeste d’origine italienne, dans son enfance elle fréquente régulièrement la bibliothèque de son quartier. L’écriture débute chez elle par le genre romanesque puis elle s’oriente rapidement vers le théâtre.
En 1955‚ elle se marie avec le sculpteur Juan Carlos Distéfano dont elle aura deux enfants.
Son activité d'écrivain devient son métier quand elle commence à obtenir des prix qui lui permettent de se faire connaître et de percevoir des droits d'auteur à partir de 1964. Avant cette date elle exerce des petits boulots pour subvenir aux besoins de sa famille. 
Griselda Gambaro s’exile à Barcelone, en Espagne, de 1977 à 1980 pendant la dictature militaire argentine. Elle figurait sur les listes noires élaborées par le régime en 1979.

## Œuvre

### Dramaturgie
Dans ses textes, les liens à la société argentine traditionnelle engendrent humiliation, haine et rancœur, mais l’espoir se loge aussi dans ses textes, ce paradoxe est la clef de son œuvre.
En juin 1966, le coup d'état militaire provoquera le début de la «Révolution argentine». Dans ce contexte de répression le théâtre de Gambaro utilise des procédés comme l’absurde ou le burlesque pour faire parler l’indicible.
Sa dramaturgie est qualifiée de « théâtre éthique », cela signifie que la condition humaine est un des thèmes centraux de son œuvre, qu’elle aborde à travers les relations entre personnages et transgression des normes.
Dans une courte présentation de l’autrice, André Camp reprend les mots de Ricardo Monti : "« […] Elle construit ses personnages dans une zone marginale, au large de la seule vraisemblance psychologique, sans se préoccuper de reproduire le quotidien, pas même dans ses dialogues, resserrés parfois en un nerveux staccato expressionniste. »"

### Traductions françaises
- Gagner sa mort, éditions des femmes, 1976.
- Dieu ne nous veut pas contents, Gallimard, 1983.
- Rien à voir avec une autre histoire, éditions du Seuil, 1987.
- Dévêtir celle qui est nue, L'Avant-scène, 1987.
- Rien à voir avec une autre histoire, éditions du Seuil, 1987.
- Des peines sans importance, [tapuscrit de Françoise Thanas], 1990.
- La Malasangre, [tapuscrit de Françoise Thanas], 1992.
- Les murs, [tapuscrit de Françoise Thanas], 1997.

Françoise Thanas s’est beaucoup intéressée aux œuvres de Griselda Gambaro, ses traductions n’ont jamais été éditées, mais sont conservées par la Maison Antoine Vitez.

### Œuvres

#### Contes
- Cuentos, Editorial Américalee, Buenos Aires, 1953.
- El desatino, Centro de Experimentación Audiovisual del Instituto Torcuato Di Tella, Buenos Aires, 1965.
- La cola mágica, Ediciones de la Flor, Buenos Aires, 1975.
- Lo mejor que se tiene, Grupo Editorial Norma, Santafé de Bogotá, 1998.

#### Roman
- Madrigal en ciudad, Editorial Goyanarte, Buenos Aires, 1963.
- Una felicidad con menos pena, Sudamericana, Buenos Aires, 1968.
- Nada que ver con otra historia, Ediciones Noé, Buenos Aires, 1972.
- Ganarse la muerte, censuré en 1976 dès sa publication car en pleine dictature, traduction publiée en France la même année.
- Dios no nos quiere contentos, Lumen, Barcelona, 1979.

#### Théâtre
- Viaje de invierno (premier titre Matrimonio), 1966, Ediciones de la Flor, Buenos Aires, 1989.

Par la suite ses pièces ont été publiées sous forme de groupement de textes au sein de mêmes ouvrages (Ediciones de la Flor, Buenos Aires, des années 1990 aux années 2000): 
- Teatro, Teatro 1, Teatro 2, Teatro 3, Teatro 4, Teatro 5, Teatro 6, Teatro 7.

##### Représentations en France
Dévêtir celle qui est nue, Théâtre des Deux-Rives à Rouen, 10 mars 1987 (mise en scène de Malika Labrume).
Les murs, Le carré 30 à Lyon, 3 avril au 13 avril 2014 (mise en scène de Fatah Boudia).

## Prix[5]
- Prix de la National Endowment for the Arts[6]
- Prix de la Emecé Publishers[6]
- Prix de la Academia Argentina de Letras[7]
- Prix Becca Guggenheim, 1982[5]
- Prix de la Fondation De Tella, 1988[5]
- Grand Prix du Fonds National des Arts, 1963[5]
- Prix Dignité de l’Assemblée Permanente pour les Droits de l’Homme[5]
- Prix Konex, récompensée 4 fois (1984, 1994, 2004 et 2014)[5]
- Prix UNESCO de l’Institut International du Théâtre, 1999[5]
- Prix National du théâtre (Argentine), 1990 et 1993[5]
- Prix María Guerrero, 1996[5]
- Prix ARGENTORES, 1996[5]